# TIROS 4
TIROS 4 (ang. Television Infrared Observational Satellite) – amerykański satelita meteorologiczny. Mimo dość krótkiego czasu działania, satelita przesłał na Ziemię w ciągu 120 dni użytecznego działania prawie 32 000 obrazów, w tym ponad 23 000 użytecznych zdjęć.

## Opis misji

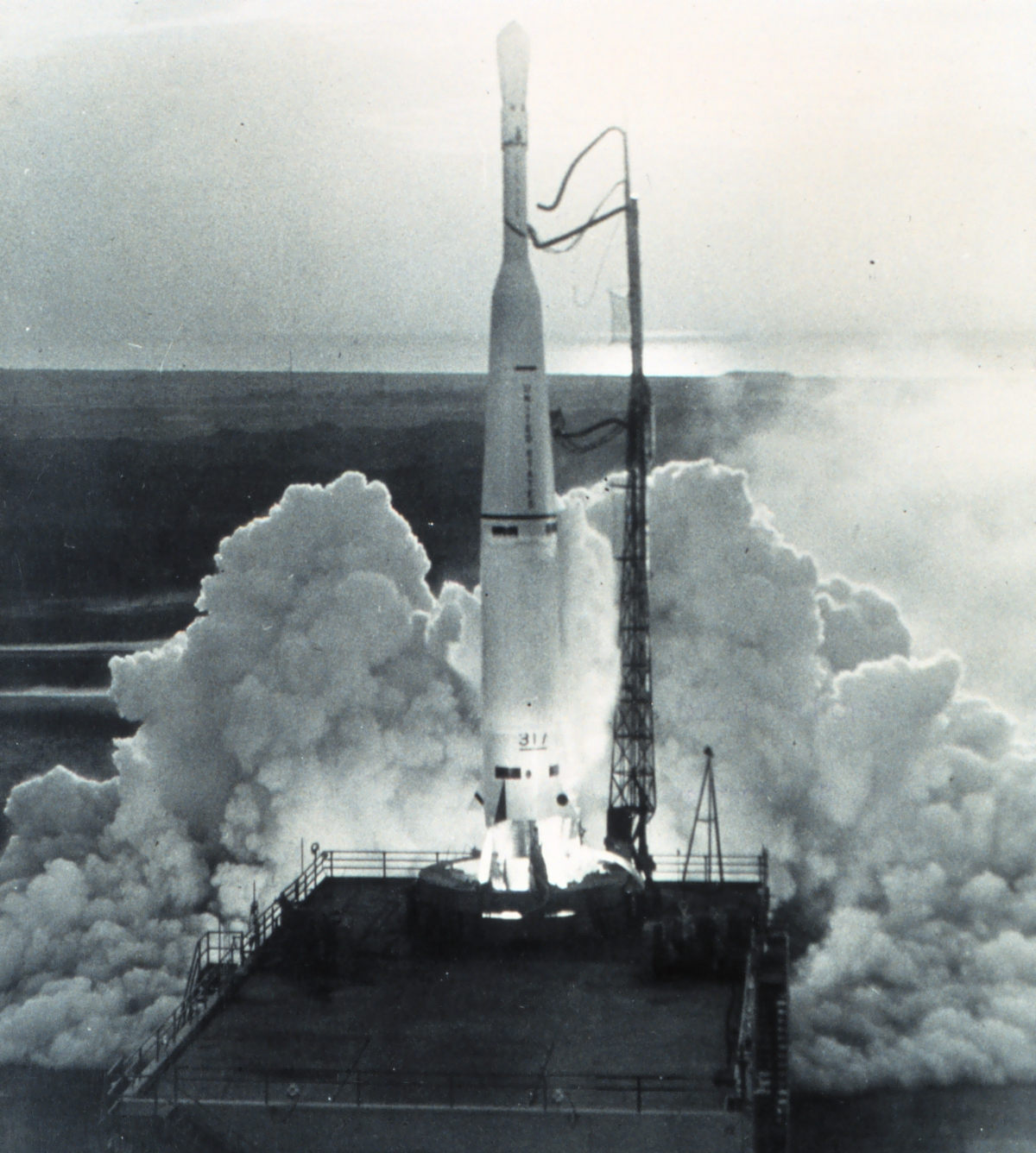
Start rakiety Thor Delta z satelitą TIROS 4

Satelitą zarządzało US Weather Bureau (dzisiejsza National Oceanic and Atmospheric Administration). Pomijając stopniową degradację odpowiedzi z radiometru skanującego, statek pracował normalnie aż do 3 maja 1962, kiedy to przestała działać kamera szerokokątna. 10 czerwca 1962 przestał działać rejestrator taśmowy drugiej kamery. Mimo tego, jeszcze przez 8 dni odbierano z niej obrazy w czasie rzeczywistym. Potem doszło do wyłączenia się układu drugiej kamery. Radiometr nadsyłał użyteczne dane do 30 czerwca 1962.
Satelita zapoczątkował regularne obserwacje powłoki lodowej na morzach. Wykorzystano go też przy realizacji lotu Johna Glenna i startów próbników Ranger oraz przy wyznaczaniu tras statków zaopatrujących stacje obserwacyjne na Antarktydzie.
Satelita cały czas pozostaje na orbicie, której żywotność szacuje się na 150 lat.

## Budowa i działanie
Statek został opracowany przez Goddard Space Flight Center, część NASA, oraz firmy: Radio Corporation of America (RCA), Astro Electronic Division (dzisiejszy Lockheed Martin). Szkielet satelity wykonano z aluminium i stali nierdzewnej. Ściana boczna miała kształt osiemnastościanu. Pokrycie statku stanowiło ponad 9260 ogniw słonecznych, każde o wymiarach 1 x 2 cm. Gromadziły energię w 63 akumulatorach NiCd.
U spodu statku zamontowano trzy stałopędne silniczki nadające satelicie ruch obrotowy z prędkością od 8 do 12 obrotów na minutę. Oś obrotu statku mogła być kontrolowana z dokładnością 1, 2 stopni. Służył do tego magnetyczny system kontroli położenia. Jego układem wykonawczym było 250 przewodów owijających statek po obwodzie. Konieczny dla kontroli pozycji moment obrotowy wytwarzała interakcja ziemskiego pola magnetycznego z polem magnetycznym (prądem) zaindukowanym w statku. Nowym elementem był podczerwony czujnik horyzontu.
Do łączności z Ziemią używano pojedynczej anteny monopolowej. Umieszczona była na szczycie statku. Dwie anteny dipolowe (4 pręty wystające ze spodu statku) służyły do nadawania telemetrii (częstotliwość 235 MHz; moc 2W). Kamery wyzwalały się automatycznie po wejściu Ziemi w pole widzenia. Zdjęcia były przesyłane bezpośrednio na Ziemię lub nagrywane na rejestratorze, mieszczącym do 32 obrazów. Nadawanie sekwencji 32 obrazów trwało 100 sekund. Odbywało się przez 3 W nadajnik FM, na częstotliwości 237 MHz.

## Ładnek

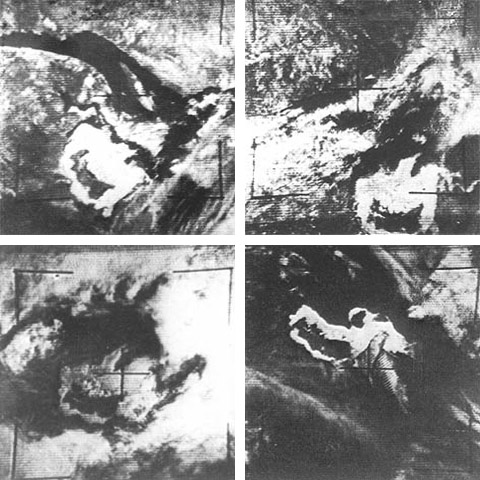
Cztery zdjęcia wykonane przez TIROSA 4 ukazujące Zatokę Św. Wawrzyńca

- System telewizyjny TIROSA 4 był projektowany do uzyskania użytecznych obrazów meteorologicznych oraz do dalszych testów związanych z uzyskiwaniem satelitarnych zdjęć pokrywy chmur. Składał się on z dwóch niezależnych zestawów kamer telewizyjnych typu Vidicon 127 mm z nowymi soczewkami dającymi mniej zniekształcony obraz (jedna z obiektywem szerokokątnym 104°, druga z obiektywem 80°), magnetycznych rejestratorów taśmowych (o pojemności 32 zdjęć) i nadajników sygnału TV (3 W mocy, częstotliwość pracy 237 MHz). Obraz z kamer miał rozdzielczość 500 linii. Zamontowane były na spodzie statku. Ich osie optyczne były równoległe do osi obrotu statku, która leżała w płaszczyźnie orbity satelity. Obrazy były wysyłane do jednej z dwóch stacji naziemnych lub gromadzone na taśmie magnetycznej w celu późniejszego odtworzenia. Nadanie 32 zdjęć przez satelitę zabierało 100 sekund. Z wysokości 700 km jedno zdjęcie pokrywało obszar 1200 x 1200 km, z rozdzielczością 2,5 - 3 km (w nadirze). Kamera średniokątna pokrywała obszar 725 x 725 km, z rozdzielczością ok. 2 km (w nadirze). System mógł wykonywać dzienne zdjęcia pokrywy chmur, między 55° S a 55° N szerokości geograficznej.
- Radiometr skaningowy, pięciokanałowy, średniej rozdzielczości (masa 2 kg, zużywał 1 W energii)

Mierzył emisję i odbicie promieniowania przez Ziemię i jej atmosferę. Przyrząd posiadał dwie osie optyczne nachylone do osi obrotu statku pod kątem 45 i 135 stopni. Czujnik składał się z bolometrów i filtrów ograniczających rejestrowane widmo promieniowania. Pięć kanałów było czułych na promieniowanie z zakresu, odpowiednio: 6 - 6,5 μm (absorpcja przez parę wodną), 8 - 12 μm (tzw. okno atmosferyczne), 0,25 - 6 μm (odbite promieniowanie słoneczne), 8 - 30 μm (promieniowanie cieplne Ziemi), 0,55 - 0,75 (odbite promieniowanie słoneczne). Odpowiedź czujnika na wszystkich kanałach spadła gwałtownie po starcie. Największy niepewność spowodowało przesunięcie się zera na skali przyrządu. Użyteczne dane z kanałów 1 do 5 napływały do orbity, odpowiednio, nr 118, 875, 875, 130, 300.
- Wielokierunkowy radiometr niskiej rozdzielczości (masa 1,4 kg; zużycie energii 2 W)

Składa z dwóch zestawów bolometrów. Miały one kształt wydrążonych aluminiowych półkul. Ich oś optyczna była równoległa z osią obrotu statku. Przyrząd mierzył ilość energii słonecznej zaabsorbowanej lub odbitej przez Ziemię i jej atmosferę, oraz energię wyemitowaną przez układ Ziemia - atmosfera. Jeden z bolometrów każdym zestawie był pomalowany na czarno, a drugi na biało. Czarny pochłaniał większość padającego nań promieniowania, zaś biały był czuły na promieniowanie o długości fali powyżej 4 μm. Temperatura czujników była mierzona przez termistory, co 29 sekund. Przesyłana była średnia z pomiarów dwóch odpowiadających sobie bolometrów. Eksperyment powiódł się, a użyteczne dane nadsyłane były przez satelitę między 12 lipca a 20 października 1961. Identyczne przyrządy poleciały na satelitach TIROS 3 i TIROS 7. Podobny został wyniesiony na satelicie Explorer 7.
- Dwukanałowy radiometr nieskaningowy, niskiej rozdzielczości

Mierzył promieniowanie termiczne układu Ziemia-atmosfera i odbite od niej promieniowanie słoneczne. Radiometr składał się z dwóch detektorów, białego i czarnego termistora - bolometru. Każdy z nich był umieszczony na szczycie mylarowego stożka. Czarny detektor rejestrował promieniowanie z zakresu 0,2 - 50 μm, czyli na odbite promieniowanie słoneczne i długofalowe promieniowanie Ziemi. Biały detektor rejestrował odbite promieniowanie słoneczne, promieniowanie widzialne i długofalowe promieniowanie termiczne, 5 - 50 μm. Ich osie optyczne były równoległe do osi obrotu statku. Pole widzenia wynosiło 50 stopni, co odpowiadało kołu o średnicy 832 km, gdy Ziemia znajdowała się w zasięgu widzenia. Ten sam obszar znajdował się w polu widzenia kamery szerokokątnej. Ostatnie 100 minut obserwacji były zawsze nagrane na taśmie (poprzednie były w trybie ciągłym usuwane). Eksperyment pracował poprawnie, jednak jakość danych była słaba, gdyż czułość przyrządu ulegała stałej degradacji. Identyczne przyrządy poleciały na statkach TIROS 2 i TIROS 3.